# چوبانلار سردارلو (هریس)
چوبانلار سردارلو یکی از روستاهای استان آذربایجان شرقی است که در دهستان مواضع‌خان شمالی بخش خواجه شهرستان هریس واقع شده‌است.